# Красилівка (Житомирський район)
Краси́лівка — село в Україні, у Житомирському районі Житомирської області. Входить до складу Коростишівської міської громади. Населення становить 86 осіб.